# Mecistocephalus leonensis
Mecistocephalus leonensis är en mångfotingart som först beskrevs av Cook 1896.  Mecistocephalus leonensis ingår i släktet Mecistocephalus och familjen storhuvudjordkrypare.
Artens utbredningsområde är Liberia. Inga underarter finns listade i Catalogue of Life.